# Loktuše

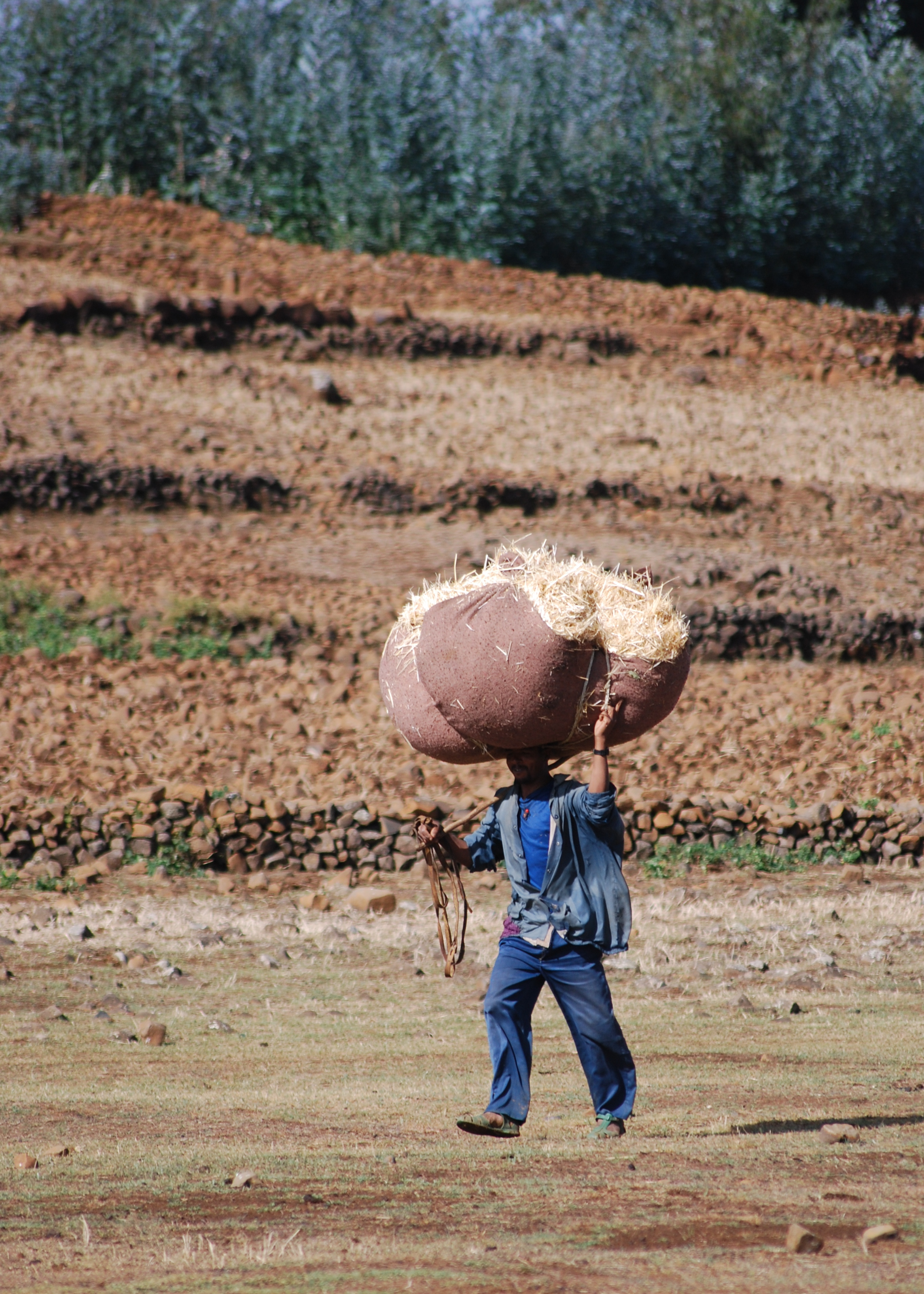
Etiopský rolník nesoucí seno v loktuši

Loktuše je pomůcka používaná k přepravě nákladu (zejména píce a sena) na krátké vzdálenosti. Konstrukčně se jedná o čtverec z pytloviny o rozměrech cca 1,5 x 1,5 m, který má v každém rohu popruh. Buď jsou přišity dva dlouhé popruhy po celé úhlopříčce loktuše, nebo v každém rohu je přišitý kratší popruh. Popruhy jsou široké asi 3 cm a loktuši přesahují asi o 1,5 m. Na rozprostřenou loktuši se navršila hromada píce nebo sena, pak se křížem svázaly protilehlé popruhy uzlem s jedním okem, podobným na tkaničce.
Naplněná loktuše se pak nosila na rameni.